# Ordan-Larroque
Ordan-Larroque település Franciaországban, Gers megyében. Lakosainak száma 868 fő (2022. január 1.). Ordan-Larroque Saint-Lary, Antras, Auch, Barran, Biran és Castin községekkel határos.

## Népesség
A település népességének változása:
| Lakosok száma | 468  | 620  | 738  | 874  | 933  | 919  | 916  | 895  | 884  | 868  |
|               | 1968 | 1982 | 1990 | 2006 | 2013 | 2015 | 2017 | 2019 | 2020 | 2022 |